# Црна мена
Црна мена (фр. La Mene noire) је роман белгијско-француске списатељице Маргерит Јурсенар, први пут објављен 1968. године. Радња прати живот Зенона, лекара, филозофа, научника и алхемичара који је рођен у Брижу током периода ренесансе. Роман је одмах привукао значајну пажњу читалачке публике и критике, те је исте године једногласно добио престижну награду Prix Femina. Енглески превод, урађен од стране Грејс Фрик, објављен је под насловима The Abyss или Zeno of Bruges. Роман је 1988. године адаптиран у филм од стране белгијског редитеља Андре Делвоа.

## Теме
Радња романа смештена је у Фландрију 16. века, у време ране модерне ере која обележава процват капиталистичке економије, развој нових приступа науци, верских превирања и крваве контрареформације. Овај период праћен је континуираним ратовима између европских земаља и последицама пандемије Црне смрти. У том контексту, главни јунак Зенон представља ренесансног човека изузетне интелигенције и талента чија ће слобода мисли бити доведена у питање због ограничења његовог времена.

## Наслов
Француски наслов L'Oeuvre au noir односи се на први корак у алхемијском процесу, познат као нигредо. Овај корак је део тростепеног пута неопходног за постизање Magnum opus-а, односно Велика дела, чији је крајњи циљ трансмутација обичних метала у злато или стварање митског Камена мудрости.
Према Маргерит Јурсенар, у алхемијским трактатима, појам L'Oeuvre au noir означава најтежу фазу алхемијског процеса, која подразумева раздвајање и растварање супстанце. Није сасвим јасно да ли се овај термин односио на смеле експерименте са материјом или је служио као симбол менталних искушења током одбацивања рутине и предрасуда. Могуће је да је означавао и једно и друго наизменично, или чак оба значења истовремено.
Енглески наслов The Abyss уводи другачију слику, евоцирајући бездане дубине које симболизују унутрашње алхемијарево путовање. Ова метафора истовремено одражава хришћанску визију пакла, којом су његови савременици можда настојали да га осуде.